# 1946

## Събития

### В света
- 1 януари – Император Хирохито се отказва от божествеността си.
- 10 януари – Първа среща на ООН.
- 3 март – Самолетът при полет 6-103 на „Американ Еърлайнс“ се разбива в склон на планина в Калифорния и убива всички 27 души на борда.

### В България
- 29 април – Катастрофа при гара „Хумата“
- 15 септември – България е обявена за народна република.

## Родени
- Румен Йотов, български футболист
- Боян Обретенов, български публицист
- Герхард Висер, южноафрикански дипломат
- Джан Дъдзян, китайски политик
- Зюлфю Ливанели, турски писател
- Исмаил Хан, афганистански военачалник и политик
- 2 януари – Илма Ракуза, швейцарска писателка
- 3 януари
  - Джон Пол Джоунс, британски музикант, басист и кийбордист на рок групата Лед Цепелин
  - Виктория Принсипал, американска актриса
- 6 януари – Сид Барет, английски китарист
- 16 януари – Кабир Беди, индийски киноартист
- 19 януари
  - Джулиан Барнс, британски писател
  - Доли Партън, американска кънтрипевица, композиторка и актриса
  - Генадий Кузмин, украински шахматист
- 20 януари – Дейвид Линч, американски кино и телевизионен режисьор († 2025 г.)
- 22 януари – Вельо Горанов, български актьор мим
- 23 януари – Борис Березовски, руски предприемач († 2013 г.)
- 29 януари – Стиг Бломквист, Шведски рали пилот
- 1 февруари
  - Иван Кючуков, български футболист
  - Николай Михайлов, български политик
- 3 февруари – Живко Янкуловски, политик от Република Македония
- 4 февруари – Стефан Илиев, български композитор
- 6 февруари – Атанас Вангелов, писател от Република Македония
- 8 февруари – Герт Йонке, австрийски писател († 2009 г.)
- 12 февруари – Ажда Пекан, турска певица
- 21 февруари – Алан Рикман, британски актьор
- 23 февруари – Камен Веселинов, български учен
- 24 февруари – Ратомир Дуйкович, сръбски футболист и треньор
- 25 февруари
  - Виктор Чучков, Композитор, пианист, педагог
  - Франц Ксавер Крьоц, немски драматург
- 26 февруари – Жан Тод, мениджър във Ферари
- 28 февруари – Стоян Цанев, български художник
- 3 март – Елизабет Йънг-Бруел, американски психотерапевт († 2011 г.)
- 6 март – Дейвид Гилмър, британски китарист
- 7 март – Вера Деянова, български литературен преводач
- 11 март – Намик Докле, албански политик
- 18 март
  - Милко Гайдарски, български футболист
  - Михаил Лозанов, български футболист
- 19 март – Огнян Герджиков, български политик
- 26 март – Симеон Симеонов, български футболист
- 30 март – Иван Бориславов, български поет
- 31 март – Киран Коларов, български режисьор
- 1 април – Ариго Саки, италиански футболен треньор
- 4 април – Росен Босев, български белетрист
- 5 април – Георги Мърков, български състезател и треньор по борба
- 12 април – Ед О'Нийл, американски актьор
- 15 април – Замфир Думитреску, румънски художник († 2021 г.)
- 20 април – Рикардо Мадуро, хондураски политик
- 25 април – Владимир Жириновски, руски политик († 2022 г.)
- 29 април – Васа Ганчева, български режисьор и телевизионна водеща († 2011 г.)
- 3 май – Христофор Събев, български йеромонах
- 6 май – Кемал Маловчич, босненски народен певец
- 9 май – Кандис Бъргън, американска актриса
- 10 май – Виктор Самуилов, български писател, преводач, сценарист и карикатурист
- 12 май – Даниел Либескинд, американски архитект
- 16 май – Робърт Фрип, английски музикант, лидер на Кинг Кримсън
- 19 май
  - Антони Славински, български политик
  - Микеле Плачидо, италиански актьор и режисьор
- 20 май – Шер, американска певица
- 22 май – Джордж Бест, северноирландски футболист († 2005 г.)
- 26 май – Нешка Робева, българска треньорка по художествена гимнастика
- 2 юни
  - Ласе Халстрьом, шведски филмов режисьор
  - Венета Зюмбюлева, българска актриса († 2021 г.)
- 5 юни – Стефания Сандрели, италианска актриса
- 9 юни – Роберт Зара, австрийски футболист
- 14 юни
  - Доналд Тръмп, американски политик
  - Виолета Гиндева, българска актриса
- 15 юни – Демис Русос, гръцки певец
- 17 юни – Петер Розай, австрийски писател
- 18 юни
  - Гордън Мъри, Дизайнер
  - Йордан Филипов, български футболист
  - Фабио Капело, италиански футболист и треньор
- 21 юни – Кирил Ивков, български футболист († 2025 г.)
- 23 юни – Рафик Шами, сирийско-немски писател
- 25 юни – Сашо Паргов, български футболист († 2025 г.)
- 28 юни – Робърт Асприн, американски писател († 2008 г.)
- 5 юли
  - Герардус 'т Хоофт, нидерландски физик, лауреат на Нобелова награда за физика през 1999 г.
  - Джузепе Фурино, италиански футболист
- 6 юли
  - Джордж Уокър Буш, американски политик и президент на САЩ (2001 – 2009)
  - Силвестър Сталоун, американски актьор и режисьор
- 9 юли
  - Бон Скот, австралийски музикант († 1980 г.)
  - Анджела Симиля, румънска поп певица
- 16 юли – Паша Христова, българска певица
- 17 юли
  - Клаудия Ислас, мексиканска актриса
  - Венцеслав Кисьов, български актьор († 2014 г.)
- 22 юли – Мирей Матьо, френска певица
- 23 юли – Александър Кайдановски, руски актьор
- 25 юли – Люпка Димитровска, хърватска поп певица родом от Македония († 2016 г.)
- 27 юли – Доналд Евънс, американски политик
- 28 юли – Иванка Гръбчева, български режисьор
- 2 август – Нева Кръстева, българска органистка
- 3 август
  - Джак Стро, британски политик
  - Петко Петков, български футболист († 2020 г.)
- 9 август – Георги Василев, български футболист и треньор по футбол
- 13 август – Михаил Белчев, български певец, поет и режисьор
- 16 август – Масуд Барзани, президент на Иракски Кюрдистан
- 18 август – Ирена Яроцка, полска певица († 2012 г.)
- 19 август – Бил Клинтън, американски политик
- 22 август – Васил Тоциновски, писател от Република Македония
- 1 септември – Но Му-хен, южнокорейски политик († 2009 г.)
- 5 септември – Фреди Меркюри, британски рок-музикант († 1991 г.)
- 15 септември
  - Огнян Бранков, български лекар-хирург
  - Томи Лий Джоунс, американски актьор
- 18 септември – Павел Поппандов, български актьор
- 21 септември – Пол Дохърти, английски писател
- 23 септември
  - Енрико Катуци, италиански футболист и треньор
  - Франц Фишлер, австрийски политик
- 26 септември – Коста Радев, български писател
- 27 септември – Веселин Кисьов, български китарист
- 6 октомври – Юрий Рилач, украински дипломат
- 7 октомври
  - Вълю Тотев, български оперен певец
  - Тодор Паунов, български футболист
- 10 октомври – Чарлз Денс, британски актьор
- 16 октомври – Христо Кидиков, български поппевец и писател
- 19 октомври
  - Филип Пулман, английски писател
  - Иван Димитров, български дипломат
- 20 октомври – Елфриде Йелинек, австрийска писателка, лауреат на Нобелова награда за литература през 2004 г.
- 22 октомври – Робертино Лорети, италиански певец
- 29 октомври – Борислав Великов, български политик
- 30 октомври
  - Кирил Арсов, български военен, политик и общественик
  - Крис Слейд, британски барабанист
  - Рене Якобс, белгийски певец и диригент
- 2 ноември – Алън Джоунс, австралийски пилот от Формула 1
- 4 ноември – Лора Буш, Първа Дама на САЩ
- 27 ноември – Лудвиг Фелз, немски писател
- 5 декември – Хосе Карерас, испански тенор
- 9 декември
  - Белла Цонева, българска актриса
  - Соня Ганди, Индийски политик
- 12 декември – Емерсон Фитипалди, бразилски пилот от Формула 1
- 14 декември – Джейн Бъркин, английска актриса и певица
- 16 декември – Бени Андершон, шведски музикант
- 18 декември – Стивън Спилбърг, американски режисьор
- 23 декември
  - Пепа Николова, българска актриса
  - Бевърли Бийвър, американска писателка († 2011 г.)
- 27 декември – Трифун Костовски, предприемач и политик от Република Македония
- 30 декември
  - Берти Фогтс, германски футболист и треньор
  - Пати Смит, американска певица

## Починали
- 6 януари – Божил Райнов, български просветен деец
- 14 януари – Илия Матакиев, български лекар (р. 1872 г.)
- 17 февруари – Тодор Луканов, български политик
- 2 март – Евтим Дабев, български политик
- 9 март – Стефан Ватев, български лекар (р. 1866 г.)
- 12 март – Ференц Салаши, унгарски държавник
- 20 март – Санда Йовчева, българска писателка, журналистка и преводачка (р. 1882 г.)
- 24 март – Александър Алехин, руски и френски шахматист
- 7 април – Васил Аврамов, български юрист
- 21 април – Джон Мейнард Кейнс, британски икономист (р. 1883 г.)
- 1 юни – Йон Антонеску, румънски генерал (р. 1882 г.)
- 3 юни – Михаил Калинин, руски болшевишки активист (р. 1875 г.)
- 6 юни – Герхарт Хауптман, немски драматург, лауреат на Нобелова награда за литература през 1912 г. (р. 1862 г.)
- 8 юни – Кирил Дрангов, български революционер
- 17 юли – Дража Михайлович, сръбски генерал (р. 1893 г.)
- 2 август – Андрей Власов, руски офицер
- 13 август – Хърбърт Уелс, британски писател (р. 1866 г.)
- 18 август – Тома Николов, български революционер и духовник
- 16 октомври 
  - Ханс Франк, немски политик (р. 1900 г.)
  - Алфред Йодл, германски офицер
  - Артур Зайс-Инкварт, австрийски политик
  - Ернст Калтенбрунер, нацистки офицер
  - Йоахим фон Рибентроп, външен министър на Третия райх
  - Юлиус Щрайхер, германски политик
- 17 ноември – Анастас Бендерев, български военен деец

## Нобелови награди
- Физика – Пърси Уилямс Бриджман
- Химия – Джеймс Съмнър, Джон Хауърд Нортроп, Уендъл Стенли
- Физиология или медицина – Херман Мълър
- Литература – Херман Хесе
- Мир – Емили Грийн Болч, Джон Мот